# Вимперк
Вимперк (чеш. Vimperk), бывш.Винтерберг (нем. Winterberg) — исторический город и муниципалитет с расширенными полномочиями в районе Прахатице Южночешского края Чехии, в отрогах горного хребта Шумава.
Город расположен в 25 км юго-западнее г. Страконице и 13 км от границы с Германией. Согласно переписи население Вимперка в 2012 г. составляло 7696 чел.

## Название
Чешский педагог Антонин Профоус считает, что название города отсылает к холоду. Поскольку в переводе с немецкого город переводится, как зимняя гора. 

## История
Поселение возникло возле одноимённого замка, построенного в 1251—1260 гг. В 1423 году оно было сожжено гуситами, но в 1479 году король приказал отстроить замок, что способствовало возникновению города, вокруг которого затем были возведены массивные крепостные стены, которые частично сохранились.
Последняя реконструкция замка была проведена после пожара 1857 года его последними владельцами — семьёй Шварценбергов. Старейшее сооружение замка — башня Волчок XIV века.
Вимперк — второй чешский город после Пльзеня, где уже в XV веке осуществлялось печатание книг. В 1484 году сюда эмигрировал один из первопечатников — Ян Алацрав, установивший здесь первую в Богемии печатную машину, через несколько десятилетий после изобретения Гутенберга.
К середине XIV века относится и первое письменное упоминание о шумавском стекле, выпускавшемся в Вимперке. С конца XVII века чешское стекло стало конкурировать на мировых рынках с венецианским и до сих пор является одним из самых популярных и высококачественных стекол в мире. Высокая репутация богемского стекла стала возможной после открытия в XIX веке М. Мюллером с завода Helmbašské Vimperk секрета промышленного хрусталя.

## Население
| Год  | Численность | Численность |
| ---- | ----------- | ----------- |
| 1869 | 6656        | [ 6 ]       |
| 1880 | 7224        | [ 6 ]       |
| 1890 | 7751        | [ 6 ]       |
| 1900 | 8320        | [ 6 ]       |
| 1910 | 8768        | [ 6 ]       |
| 1921 | 8172        | [ 6 ]       |
| 1930 | 8674        | [ 6 ]       |
| 1950 | 5288        | [ 6 ]       |
| 1961 | 6073        | [ 6 ]       |
| 1970 | 6657        | [ 6 ]       |
| 1980 | 7257        | [ 6 ]       |
| 1991 | 8090        | [ 6 ]       |
| 2001 | 8281        | [ 6 ]       |
| 2011 | 7487        | [ 6 ]       |
| 2014 | 7602        | [ 7 ]       |
| 2016 | 7474        | [ 8 ]       |
| 2017 | 7448        | [ 9 ]       |
| 2018 | 7383        | [ 10 ]      |
| 2019 | 7399        | [ 11 ]      |
| 2020 | 7440        | [ 12 ]      |
| 2021 | 7400        | [ 13 ]      |
| 2022 | 7255        | [ 14 ]      |
| 2023 | 7347        | [ 15 ]      |
| 2024 | 7364        | [ 3 ]       |

## Города-побратимы
- Фрайунг, Германия

## Галерея

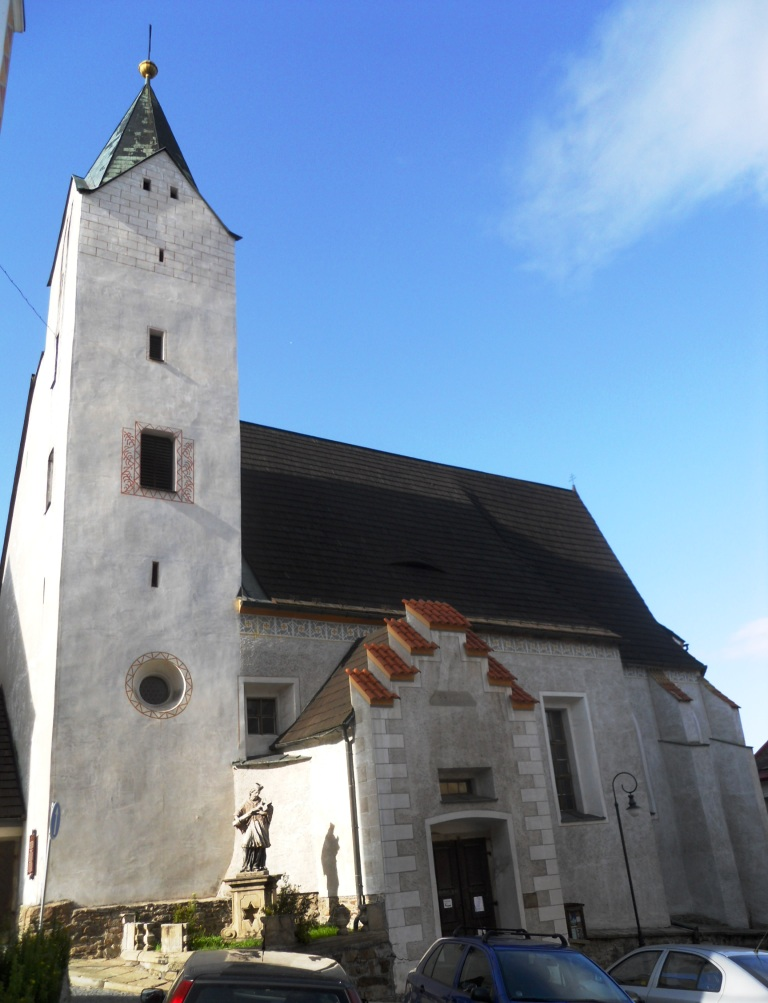
Костел девы Марии
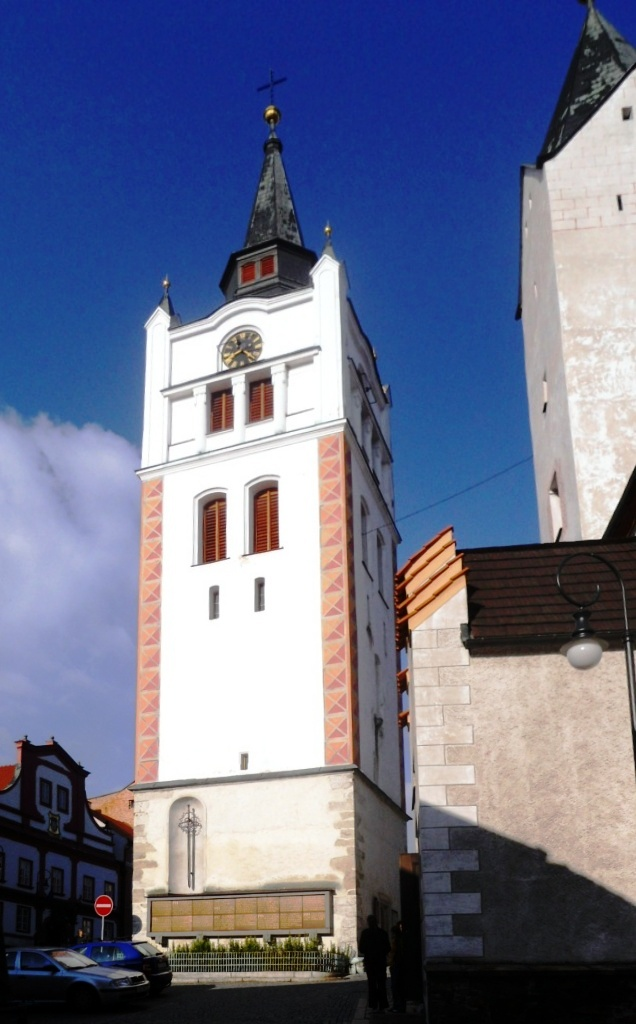
Городская ратуша
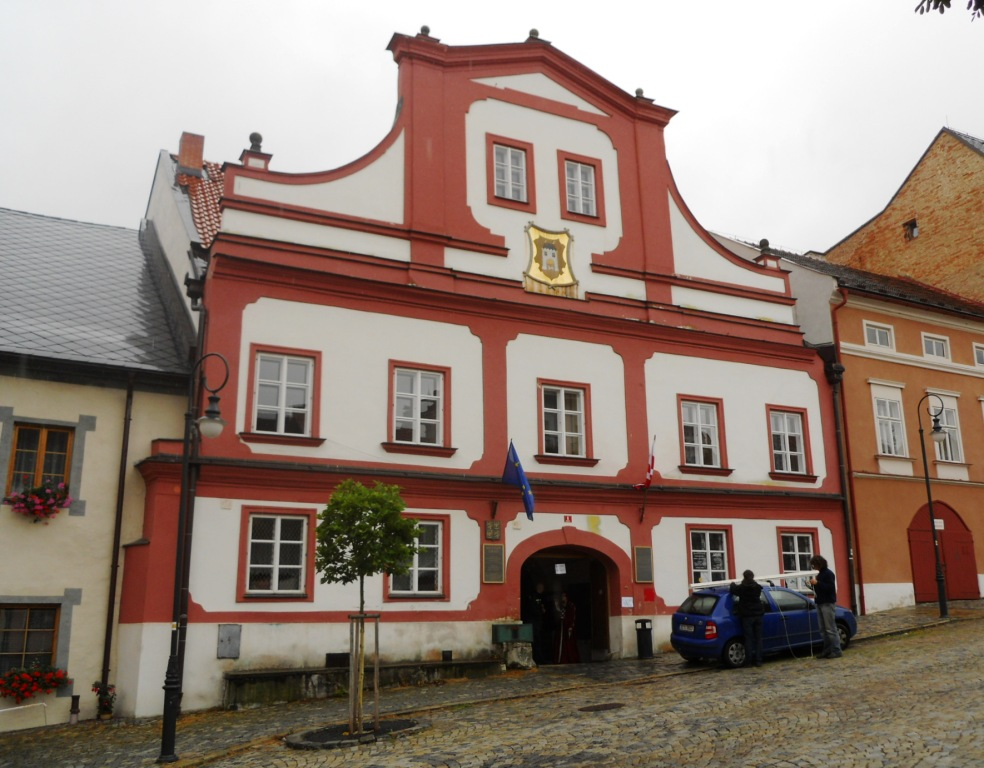
Старое здание магистрата
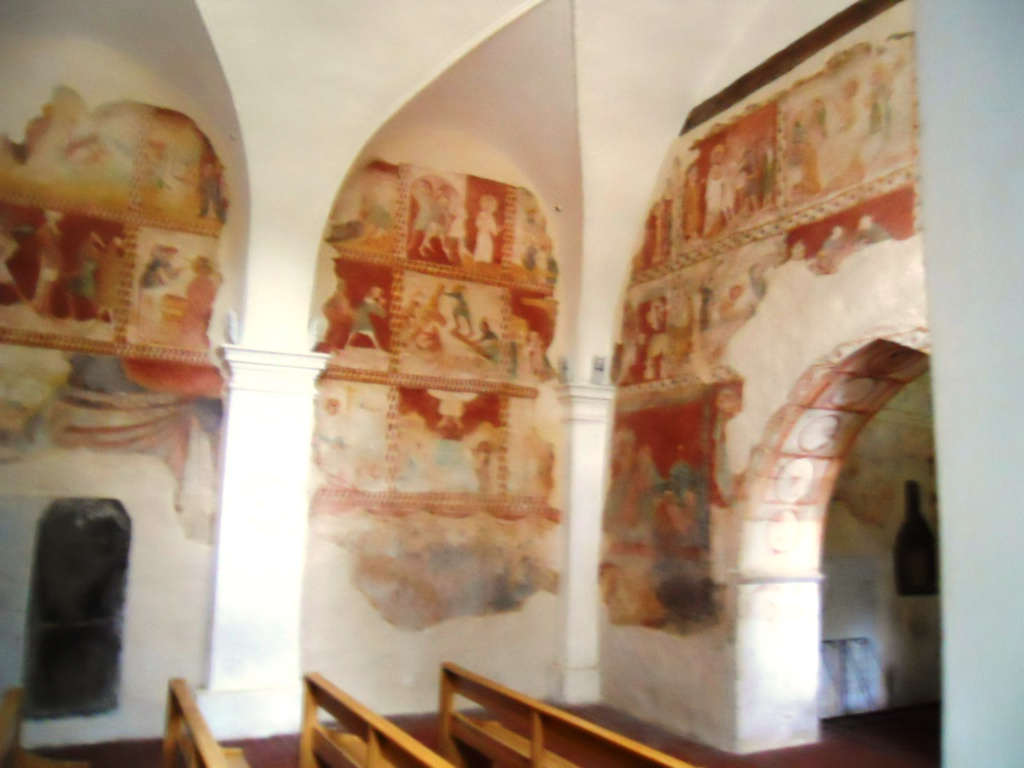
Средневековые фрески в костеле св. Варфоломея